# Cleomaceae
Cleomaceae Airy Shaw è una famiglia di angiosperme eudicotiledoni appartenenti all'ordine Brassicales. Sono piante erbacee o raramente arbusti.

## Tassonomia
In questa famiglia sono riconosciuti tre generi:
- Cleome L.
- Cleomella DC.
- Dactylaena Schrad. ex Schult. & Schult.f.

Il sistema Cronquist classificava le piante ora attribuite a Cleomaceae nella famiglia Capparaceae, sottofamiglia Cleomoideae. Cleomaceae è considerata una famiglia a sé stante a partire dalla classificazione APG III.